# 稲田町 (茨城県)
稲田町（いなだまち）は、かつて茨城県西茨城郡にあった町。

## 地理
現在の笠間市西部に位置する。山がちな地形であり、涸沼川の支流が流れていた。

### 大字
- 福原（ふくはら）
- 飯合（いいごう）
- 稲田（いなだ）

### 人口・世帯数
人口
| 1891年（明治24年） | 2,973人 |
| 1920年（大正 9年） | 5,396人 |
| 1935年（昭和10年） | 6,517人 |
| 1950年（昭和25年） | 7,736人 |
| 1956年（昭和31年） | 7,708人 |

世帯数
| 1920年（大正 9年） | 1,080世帯 |
| 1935年（昭和10年） | 1,231世帯 |
| 1950年（昭和25年） | 1,448世帯 |
| 1956年（昭和31年） | 1,426世帯 |

## 歴史

### 町域の変遷
- 1889年（明治22年）4月1日 - 町村制施行により、福原村・飯合村・稲田村が合併して西茨城郡西山内村（にしやまうちむら）が発足。
- 1954年（昭和29年）8月15日 - 西山内村が町制施行・即日改称して稲田町が発足。
- 1958年（昭和33年）2月15日 - 稲田町が西茨城郡笠間町に編入される。

変遷表
| 1868年 以前 | 1868年 以前 | 明治11年 | 明治22年 4月1日 | 昭和29年 8月15日  | 昭和33年      | 昭和33年 | 現在   |
| 1868年 以前 | 1868年 以前 | 明治11年 | 明治22年 4月1日 | 昭和29年 8月15日  | 2月15日       | 8月1日   | 現在   |
| ----------- | ----------- | -------- | --------------- | ----------------- | ------------- | -------- | ------ |
|             | 田上村      | 福原村   | 西山内村        | 稲田町に 町制改称 | 笠間町 に編入 | 市制     | 笠間市 |
|             | 北中山村    | 福原村   | 西山内村        | 稲田町に 町制改称 | 笠間町 に編入 | 市制     | 笠間市 |
|             | 南中山村    | 福原村   | 西山内村        | 稲田町に 町制改称 | 笠間町 に編入 | 市制     | 笠間市 |
|             | 関戸村      | 福原村   | 西山内村        | 稲田町に 町制改称 | 笠間町 に編入 | 市制     | 笠間市 |
|             | 飯塚村      | 飯合村   | 西山内村        | 稲田町に 町制改称 | 笠間町 に編入 | 市制     | 笠間市 |
|             | 飯岡村      | 飯合村   | 西山内村        | 稲田町に 町制改称 | 笠間町 に編入 | 市制     | 笠間市 |
|             | 上稲田村    | 稲田村   | 西山内村        | 稲田町に 町制改称 | 笠間町 に編入 | 市制     | 笠間市 |
|             | 下稲田村    | 稲田村   | 西山内村        | 稲田町に 町制改称 | 笠間町 に編入 | 市制     | 笠間市 |

## 経済
明治時代までの稲田は農村だったが、明治時代中期以後には花崗岩である稲田石の採石業で栄えた。鍋島彦七郎によって稲田石の採掘が本格的に開始されると、稲田駅から鉄道によって東京などに運ばれ、近代には国会議事堂、最高裁判所、東京駅などの建物に用いられた。

## 交通

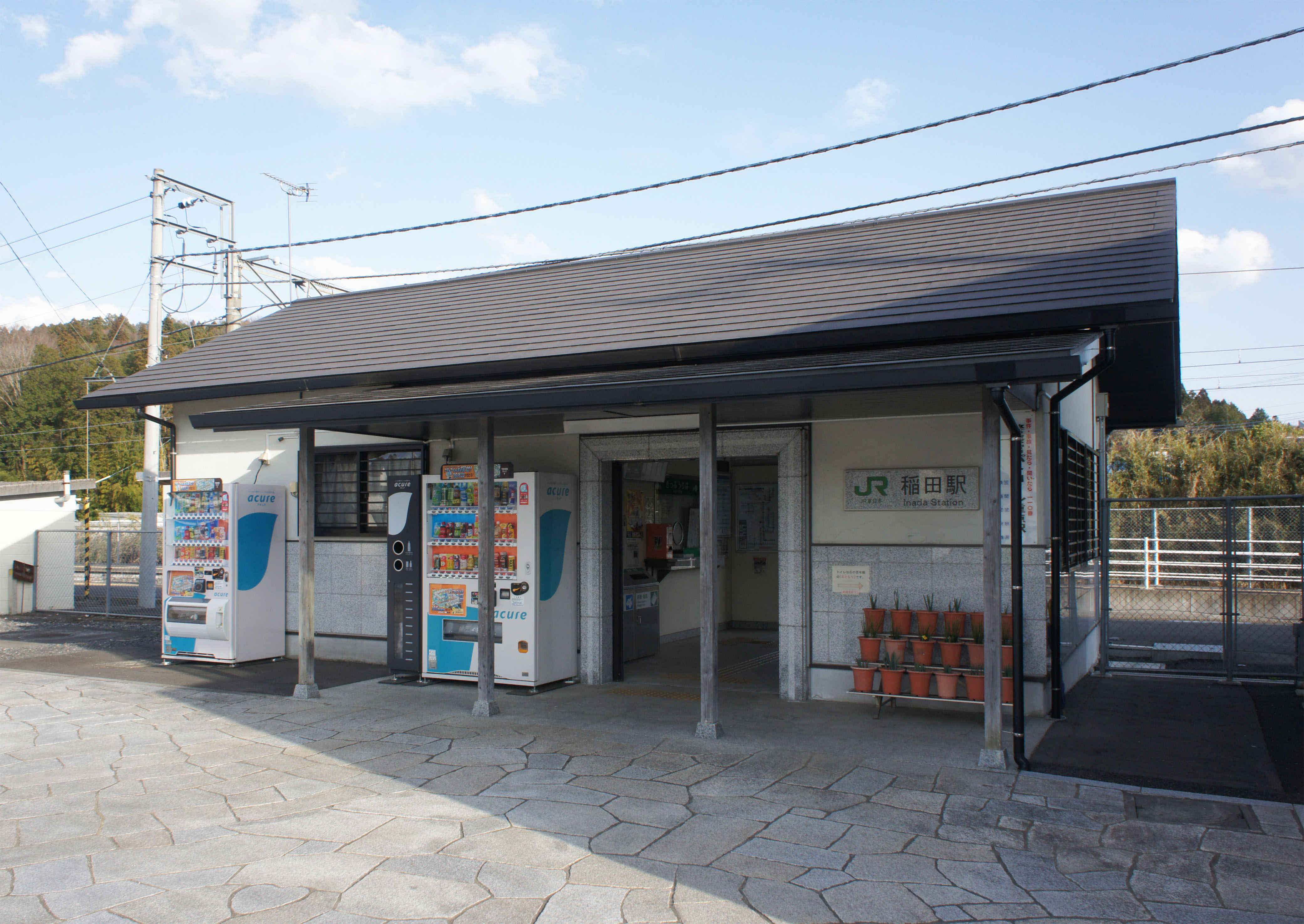
稲田駅

### 鉄道
- 日本国有鉄道
  - 水戸線
    - 福原駅 - 稲田駅

### 道路
- 二級国道
  - 国道122号 - 笠間市編入後に国道50号となった。